# Diecezja legnicka

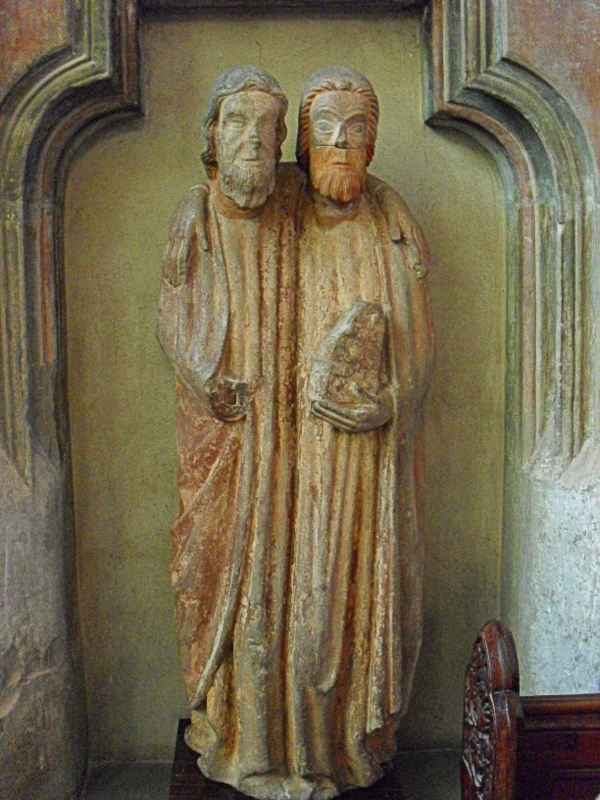
Patroni diecezji śś. Piotr i Paweł w legnickiej katedrze

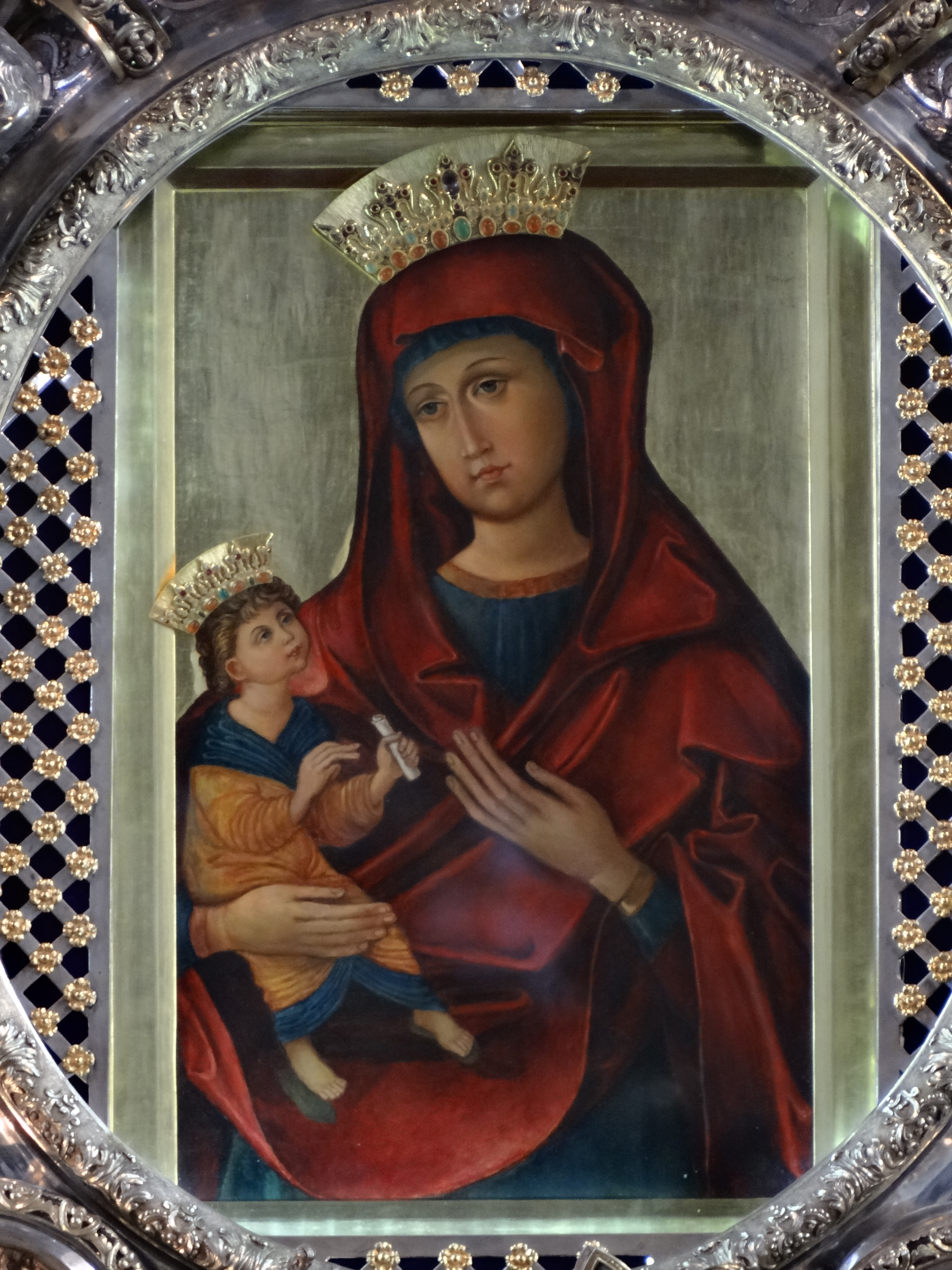
Ikona Matki Boskiej Łaskawej – Królowa Sudetów w krzeszowskim sanktuarium

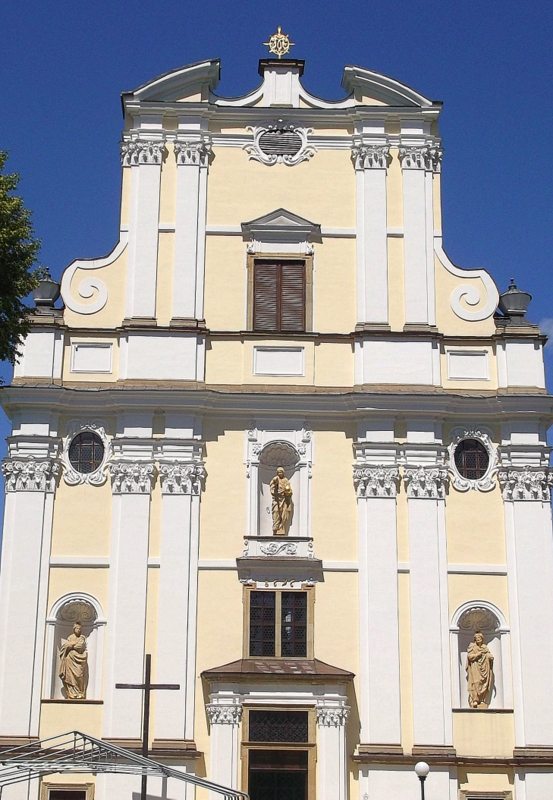
Krzeszów, kościół bracki Bractwa Świętego Józefa

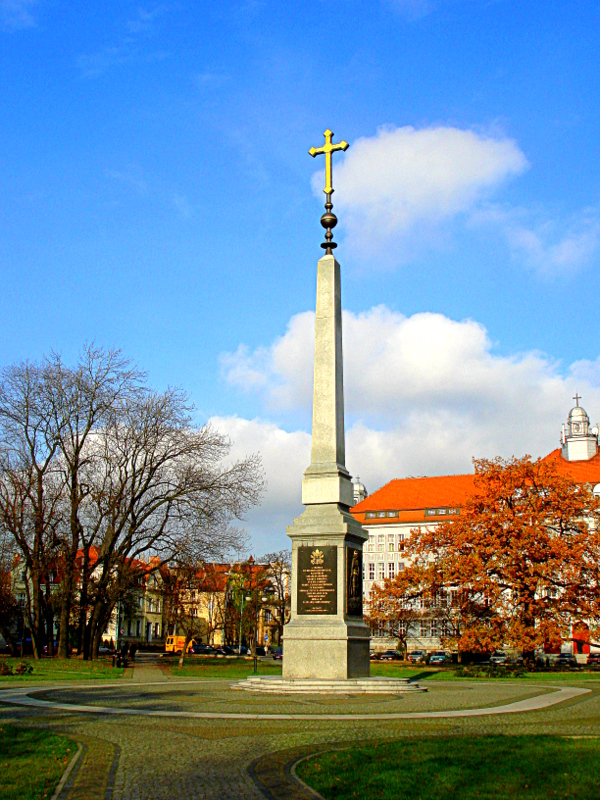
Legnica, plac Orląt Lwowskich, pomnik upamiętniający Jubileusz Roku 2000 i 760-lecie bitwy pod Legnicą

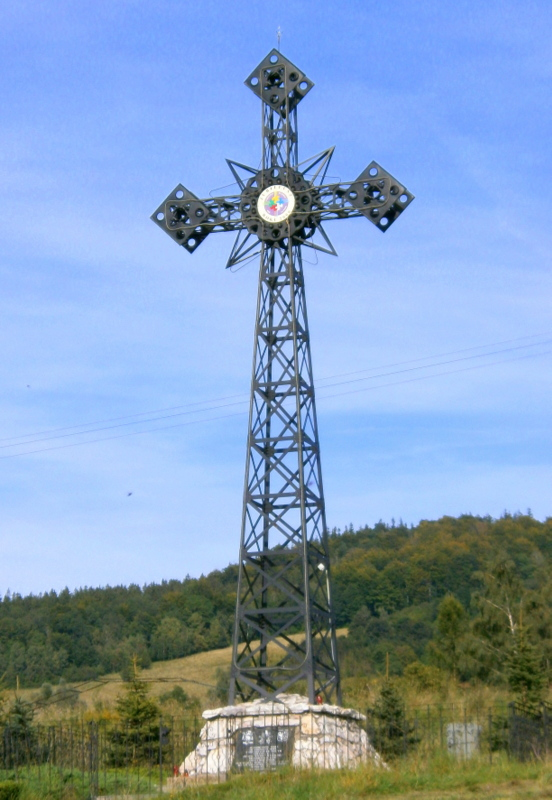
Wojcieszów, jubileuszowy krzyż – kopia krzyża z Giewontu

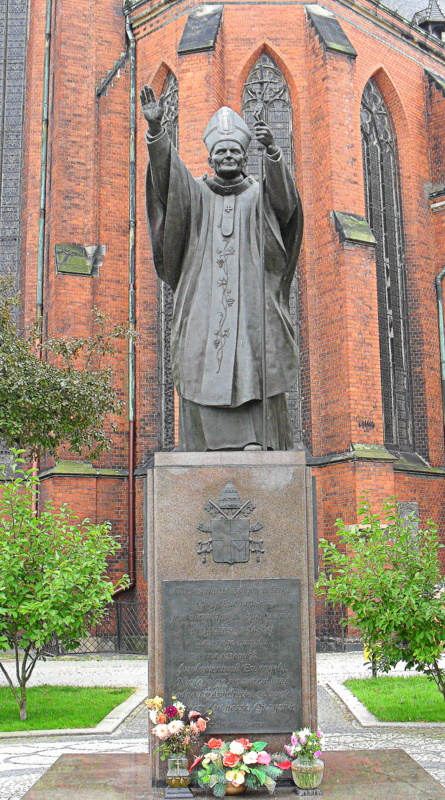
Legnica, pomnik Jana Pawła II przed katedrą śś. Piotra i Pawła

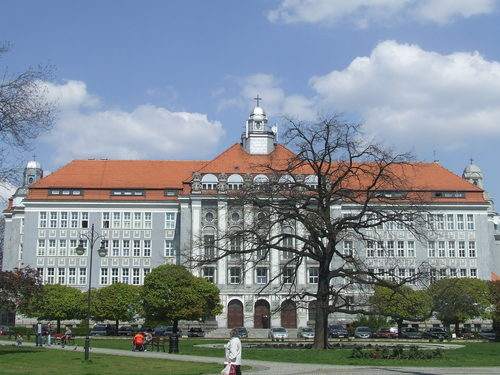
Legnica, siedziba kurii biskupiej i seminarium diecezjalnego

Diecezja legnicka (łac. Dioecesis legnicensis; niem. Bistum Liegnitz, cz. Diecéze lehnická) – jedna z trzech diecezji obrządku łacińskiego w metropolii wrocławskiej. Ustanowiona 25 marca 1992 przez papieża Jana Pawła II bullą Totus Tuus Poloniae populus.

## Historia
25 marca 1992 Jan Paweł II ustanowił diecezję legnicką i jej pierwszego ordynariusza, bpa Tadeusza Rybaka oraz biskupa pomocniczego Adama Dyczkowskiego. 19 kwietnia 1992 roku bp Tadeusz Rybak powołał diecezjalny Caritas. 24 maja 1992 roku miał miejsce ingres bpa Tadeusza Rybaka, a 3 października biskup powołał Diecezjalną Radę Duszpasterską. Również w październiku tego samego roku wydano pierwszy numer „Legnickich Wiadomości Diecezjalnych” – urzędowego pisma Legnickiej Kurii Biskupiej, a w grudniu – pierwszego „Schematyzmu Diecezji Legnickiej”. W IV Niedzielę Wielkiego Postu bp legnicki wystosował pierwszy list pasterski do diecezjan. W latach 1992–1993 odbywała się peregrynacja kopii obrazu Matki Bożej Częstochowskiej w diecezji legnickiej.

### Kalendarium
- 1993
  - 25 marca – erygowanie Wyższego Seminarium Duchownego w Legnicy[3][4]
  - 6 czerwca – wydanie dekretu biskupa legnickiego w sprawie powstania Diecezjalnych Kolegiów Teologicznych w Legnicy, Jeleniej Górze i Wałbrzychu
  - 17 lipca – odwołany został z diecezji bp Adam Dyczkowski, któremu papież Jan Paweł II powierzył kierowanie diecezją zielonogórsko-gorzowską[5]
  - 3 września – w diecezji legnickiej rozpoczęto kolportaż tygodnika Niedziela z własną edycją diecezjalną[6]
- 1994
  - 2 października – erygowano Diecezjalne Studium Organistowskie[7].
  - 3 grudnia – Jan Paweł II ogłosił Stefana Regmunta biskupem pomocniczym diecezji
- 1995
  - 6 stycznia – święcenie bpa Stefana Regmunta w Watykanie, którego udzielił w bazylice św. Piotra papież Jan Paweł II
  - 19 marca – biskup ordynariusz dekretem eryguje Bractwo Świętego Józefa w diecezji legnickiej, czyniąc jego opiekunem i rektorem ks. inf. Władysława Bochnaka. Kościołem brackim stał się kościół pw. św. Józefa w Krzeszowie[8][9]
- 1997
  - 2 czerwca – wizyta apostolska Jana Pawła II w Legnicy pod hasłem: „Z wiarą ojców w Trzecie Tysiąclecie”. Papież odprawił uroczystą mszę na byłym lotnisku wojskowym, gdzie zgromadziło się kilkaset tysięcy wiernych. Podczas mszy Jan Paweł II ukoronował XIII-wieczną cudowną ikonę Matki Bożej Łaskawej z sanktuarium krzeszowskiego. Tego dnia po liturgii papież nawiedził katedrę legnicką, pobłogosławił budynek Wyższego Seminarium Duchownego i Legnickiej Kurii Biskupiej oraz odwiedził dom biskupa legnickiego[10][11].
- 1998
  - 29 sierpnia – ustanowienie bazyliki Wniebowzięcia NMP w Krzeszowie bazyliką mniejszą
- 1999
- 2000
  - 25 marca – centralne uroczystości Wielkiego Jubileuszu w diecezji legnickiej z udziałem metropolity wrocławskiego ks. kard. Henryka Gulbinowicza. Mszę koncelebrowali metropolita przemysko-warszawski obrządku bizantyjsko-ukraińskiego abp Jan Martyniak, Sekretarz generalny Episkopatu Polski bp Piotr Libera, bp zielonogórsko-gorzowski Adam Dyczkowski, biskupi diecezji niemieckich: Görlitz i drezdeńsko-miśnieńskiej oraz czeskich diecezja hradeckiej i litomierzyckiej, bp pomocniczy archidiecezji wrocławskiej. W uroczystościach wzięli udział: abp diecezji wrocławsko-szczecińskiej autokefalicznego Kościoła prawosławnego Jeremiasz Anchimiuk i biskup diecezji wrocławskiej Kościoła Ewangelicko-Augsburskiego Ryszard Bogusz. Ponadto przybyli także przedstawiciele władz województwa dolnośląskiego i władz samorządowych, duchowieństwo diecezjalne i zakonne, delegacje z parafii. Podczas mszy nastąpiło uroczyste wyznanie wiary oraz akt oddania Diecezji Najświętszemu Sercu Pana Jezusa
- 2002
  - 8 maja – ustanowienie kościoła św. Jacka w Legnicy Lokalnym Sanktuarium Diecezjalnym św. Jacka[12]
  - 15 września – nadanie tytułu bazyliki mniejszej kościołowi pw. Świętych Apostołów Piotra i Pawła w Strzegomiu[13] (dziś teren diecezji świdnickiej).
- 2003
- 2004
  - 24 lutego – ogłoszenie o powołaniu nowej diecezji świdnickiej. 7 dekanatów wyłączonych z diecezji legnickiej przeszło do nowo erygowanej diecezji świdnickiej, wraz z Wałbrzychem jako dotychczasowym największym miastem diecezji legnickiej[14]
  - 24 marca – przyjęcie w Gnieźnie relikwii św. Wojciecha dla diecezji[15].
- 2005
  - 19 marca – ogłoszony został komunikat Stolicy Apostolskiej, w którym poinformowano, iż papież Jan Paweł II przyjął rezygnację bp. Tadeusza Rybaka z funkcji bpa legnickiego ze względu na osiągnięcie wieku emerytalnego
  - 30 kwietnia – ingres bpa Stefana Cichego w katedrze legnickiej[16]
- 2007
  - 10 października – peregrynacja relikwii św. Dominika Savio w diecezji legnickiej. Uroczysta msza z ogłoszeniem świętego patronem ministrantów i lektorów diecezji legnickiej odbyła się w Lubinie, w kościele pw. św. Jana Bosko, pod przewodnictwem bpa legnickiego Stefana Cichego[17]
  - 16 października – w uroczystość św. Jadwigi Śląskiej zainaugurowano I Synod Diecezji Legnickiej[18]
- 2009
  - 31 stycznia – Marek Mendyk został wyświęcony na biskupa pomocniczego. Było to pierwsze święcenie biskupie w katedrze legnickiej[19].
- 2010
  - 29 czerwca – bp legnicki dekretem podzielił diecezję legnicką na rejony duszpasterskie: legnicki, jeleniogórsko-kamiennogórski, bolesławiecko-zgorzelecki, lubińsko-polkowicki
- 2011
  - 15 maja – nadanie tytułu bazyliki mniejszej kościołowi pw. śś Erazma i Pankracego w Jeleniej Górze. Wydarzeniu przewodniczył kard. Antonio Cañizares Llovera, prefekt watykańskiej Kongregacji ds. Kultu Bożego i Dyscypliny Sakramentów. Świątynia jest drugą w diecezji, 121. bazyliką mniejszą w Polsce i jedyną pod takim wezwaniem na świecie.
- 2012
  - 19 czerwca – biskup legnicki w katedrze pw. śś Piotra i Pawła przyjmuje z wizytą biskupa obrządku koptyjskiego Makariosa Tawfika Kaldasa z diecezji Ismailia w Egipcie[20].
- 2013
  - 29 czerwca - bp Stefan Cichy dekretem powołał Kapitułę krzeszowską. Uroczyste wprowadzenie kanoników kapituły miało miejsce 31 sierpnia 2013 r. w Krzeszowie. Prepozytem kapituły został ks. prałat Józef Lisowski, dziekanem kapituły ks. prał. Marian Kopko[21]
  - 29 czerwca – w uroczystość patronów diecezji śś Ap. Piotra i Pawła bp legnicki podpisał dekret ustanawiający herb diecezji[22].
  - 13 grudnia – Bogdan Zdrojewski – minister Kultury i Dziedzictwa Narodowego przyznał diecezji legnickiej nagrodę za najsprawniej zrealizowany projekt przywrócenia Opactwa Cystersów w Krzeszowie do dawnej świetności oraz współpracę na etapie wdrażania i rozliczania inwestycji. Stosowną statuetkę odebrał na Zamku Królewskim w Warszawie ks. kanclerz Józef Lisowski[23].
- 2014
  - 9 marca – odbyło się spotkanie Akcji Katolickiej Diecezji Legnickiej ze Wspólnotą Kościoła obrządku wschodniego w Parafii Greckokatolickiej pw. Zaśnięcia Najświętszej Maryi Panny w Legnicy. Głównym przesłaniem tego wydarzenia było wzajemne poznanie się przedstawicieli dwu społeczności: Kościoła rzymskokatolickiego oraz Kościoła greckokatolickiego[24].
  - 16 kwietnia – bp Zbigniew Kiernikowski, dotychczasowy biskup siedlecki, został mianowany przez papieża Franciszka nowym ordynariuszem legnickim[25]. Zastąpił bp Stefana Cichego, który odchodzi na emeryturę w związku ukończeniem 75. roku życia.
  - 8–19 czerwca pod hasłem „Pan mój i Bóg mój” odbył się I Kongres Eucharystyczny Diecezji Legnickiej[26]
  - 15 czerwca – kościół pw. św. Jadwigi w Legnickim Polu ogłoszony został bazyliką mniejszą[27].
  - 28 czerwca – odbył się uroczysty ingres ks. bp Zbigniewa Kiernikowskiego do katedry legnickiej[28]. W uroczystości uczestniczyło 20 biskupów z Polski, Czech i Niemiec, na czele z Nuncjuszem Apostolskim w Polsce abp Celestinem Migliore i metropolitą wrocławskim abp Józefem Kupnym, z udziałem kard. Henryka Gulbinowicza, około 200 księży z diecezji legnickiej, diecezji siedleckiej, a także przedstawiciele kapituł katedralnych sąsiednich diecezji, obecni byli także przedstawiciele kościołów: greckokatolickiego, prawosławnego i ewangelicko-augsburskiego[29].
- 2015
  - 19 marca – biskup legnicki wydał dekret powołujący zespół diecezjalny ds. przygotowania procesu beatyfikacyjnego księcia Henryka II Pobożnego[30][31].
  - 13 grudnia – zainaugurowano obchody Roku Miłosierdzia poprzez uroczyste otwarcie bram miłosierdzia w katedrze legnickiej oraz w kościołach jubileuszowych wyznaczonych przez biskupa legnickiego, tj.; w bazylice w Legnickim Polu, w bazylice w Jeleniej Górze, w bazylice krzeszowskiej, w bazylice bolesławieckiej, w zgorzeleckim kościele pw. św. Bonifacego, w kościele pw. św. Jana Bosko w Lubinie oraz w kościele pw. Matki Bożej Królowej Polski w Polkowicach[32]
- 2017
  - 7 marca – zmarł bp Tadeusz Rybak; pierwszy ordynariusz diecezji legnickiej[33], 11 marca został pochowany w krypcie katedry legnickiej[34][35].
  - 21 października -  biskup legnicki Zbigniew Kiernikowski ustanowił Kapitułę św. Jadwigi Śląskiej w Legnickim Polu. Prepozytem kapituły został ks. Jan Klinkowski, zastępcą prepozyta ks. Włodzimierz Gucwa. Bazylikę Podwyższenia Krzyża Świętego i św. Jadwigi podniesiono do rangi kolegiaty[36].
- 2021
  - 28 czerwca – bp Andrzej Siemieniewski, dotychczasowy biskup pomocniczy wrocławski, został mianowany przez papieża Franciszka nowym ordynariuszem legnickim. Zastąpił bp Zbigniewa Kiernikowskiego, który odchodzi na emeryturę w związku ukończeniem 75. roku życia[37].
  - 29 czerwca – bp Andrzej Siemieniewski kanonicznie objął diecezję legnicką[38].
  - 20 września – Ingres 4. bpa legnickiego Andrzeja Siemieniewskiego do katedry legnickiej.
- 2022
  - czerwiec – zlikwidowano dekanaty Świerzawa i Węgliniec[39]
- 2023
  - 4 marca - ks. Piotr Wawrzynek, dotychczasowy proboszcz parafii św. Jadwigi Śląskiej we Wrocławiu, został mianowany przez papieża Franciszka nowym biskupem pomocniczym.

## Biskupi

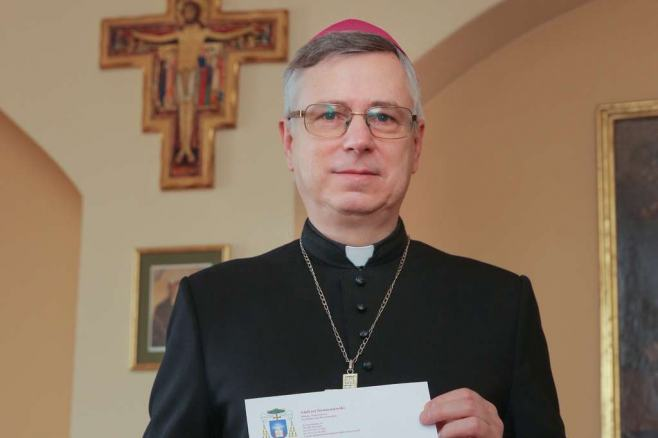
Andrzej Siemieniewski – biskup diecezjalny

### Biskup diecezjalny
- bp Andrzej Siemieniewski – ordynariusz legnicki od 2021

### Biskup pomocniczy
- bp Piotr Wawrzynek – od 2023

### Biskup senior
- bp Stefan Cichy – biskup diecezjalny w latach 2005–2014, senior od 2014
- bp Zbigniew Kiernikowski – biskup diecezjalny w latach 2014–2021, senior od 2021

## Instytucje
- Kuria diecezjalna[40];
- Sąd Kościelny;
- Wyższe Seminarium Duchowne w Legnicy[41];
- Caritas diecezjalne[42];
- Dom księży emerytów[43];
- Diecezjalny Instytut Muzyki Kościelnej[44]
- Muzeum diecezjalne.

## Kapituły
- Kapituła katedralna[45]
- Kapituła krzeszowska[46]
- Kapituła w Legnickim Polu[47]

## Główna świątynia
- Katedra Świętych Apostołów Piotra i Pawła w Legnicy (rocznica poświęcenia: 20 września)

## Bazyliki mniejsze
- Bazylika kolegiacka Wniebowzięcia Najświętszej Maryi Panny w Krzeszowie (od 1998);
- Bazylika św. Erazma i św. Pankracego w Jeleniej Górze (od 2011);
- Bazylika Wniebowzięcia Najświętszej Maryi Panny i św. Mikołaja w Bolesławcu (od 2012);
- Bazylika kolegiacka św. Jadwigi w Legnickim Polu (od 2014).

## Sanktuaria
- Kościół św. Jacka w Legnicy diecezjalne sanktuarium Jacka, miejsce cudu eucharystycznego;
- Bazylika św. Jadwigi w Legnickim Polu diecezjalne sanktuarium świętej Jadwigi Śląskiej;
- Kościół Podwyższenia Krzyża Świętego w Jeleniej Górze diecezjalne sanktuarium Krzyża Świętego;
- Kościół bracki św. Józefa w Krzeszowie diecezjalne sanktuarium św. Józefa[48]

## Kolegiaty
- Bazylika kolegiacka Wniebowzięcia NMP w Krzeszowie (od 2013);
- Bazylika kolegiacka św. Jadwigi w Legnickim Polu (od 2017).

## Dekanaty
Od czerwca 2022 diecezja składa się z następujących dekanatów:
| Lp. | Dekanat              | Liczba parafii | Lp. | Dekanat          | Liczba parafii | Lp. | Dekanat historyczny | Liczba parafii |
| --- | -------------------- | -------------- | --- | ---------------- | -------------- | --- | ------------------- | -------------- |
| 1   | Bogatynia            | 9              | 14  | Legnica Zachód   | 10             | 1   | Legnica Katedra     | 6              |
| 2   | Bolesławiec Wschód   | 12             | 15  | Leśna            | 7              | 2   | Świerzawa           | 8              |
| 3   | Bolesławiec Zachód   | 11             | 16  | Lubań            | 13             | 3   | Węgliniec           | 8              |
| 4   | Chocianów            | 6              | 17  | Lubin Wschód     | 7              |     |                     |                |
| 5   | Chojnów              | 9              | 18  | Lubin Zachód     | 7              |     |                     |                |
| 6   | Gryfów Śląski        | 9              | 19  | Lwówek Śląski    | 10             |     |                     |                |
| 7   | Jawor                | 12             | 20  | Nowogrodziec     | 11             |     |                     |                |
| 8   | Jelenia Góra Wschód  | 9              | 21  | Polkowice        | 6              |     |                     |                |
| 9   | Jelenia Góra Zachód  | 9              | 22  | Prochowice       | 7              |     |                     |                |
| 10  | Kamienna Góra Wschód | 7              | 23  | Szklarska Poręba | 9              |     |                     |                |
| 11  | Kamienna Góra Zachód | 7              | 24  | Ścinawa          | 6              |     |                     |                |
| 12  | Karpacz              | 10             | 25  | Zgorzelec        | 12             |     |                     |                |
| 13  | Legnica Wschód       | 10             | 26  | Złotoryja        | 14             |     |                     |                |

1. 1 2  Zlikwidowany w czerwcu 2022[39].

## Patroni
- Pierwszorzędni:
  - Święci Apostołowie Piotr i Paweł (29 VI)
- Drugorzędni:
  - św. Józef – Oblubieniec Najświętszej Maryi Panny, opiekun Zbawiciela (19 III)
  - św. Jadwiga Śląska – księżna (16 X)

## Rejony duszpasterskie
- Rejon legnicki (należą dekanaty: Jawor, Chojnów, Legnica Katedra, Legnica Wschód, Legnica Zachód, Prochowice, Złotoryja)
- Rejon jeleniogórsko-kamiennogórski (należą dekanaty: Gryfów Śląski, Jelenia Góra Wschód, Jelenia Góra Zachód, Kamienna Góra Wschód, Kamienna Góra Zachód, Mysłakowice, Świerzawa, Szklarska Poręba)
- Rejon bolesławiecko-zgorzelecki (należą dekanaty: Bogatynia, Bolesławiec Wschód, Bolesławiec Zachód, Leśna, Lubań, Lwówek Śląski, Nowogrodziec, Węgliniec, Zgorzelec)
- Rejon lubińsko-polkowicki (należą dekanaty: Chocianów, Lubin Wschód, Lubin Zachód, Polkowice, Ścinawa)

## Miasta diecezji
| Lp. | Herb | Miasto           | Powiat         | Dekanat                                                  | Liczba ludności | Liczba parafii |
| --- | ---- | ---------------- | -------------- | -------------------------------------------------------- | --------------- | -------------- |
| 1   |      | Legnica          | Legnica        | Legnica Wschód Legnica Zachód                            | 100 324         | 14             |
| 2   |      | Jelenia Góra     | Jelenia Góra   | Jelenia Góra Wschód Jelenia Góra Zachód Szklarska Poręba | 80 072          | 11             |
| 3   |      | Lubin            | lubiński       | Lubin Wschód Lubin Zachód                                | 72 892          | 7              |
| 4   |      | Bolesławiec      | bolesławiecki  | Bolesławiec Wschód Bolesławiec Zachód                    | 39 084          | 7              |
| 5   |      | Zgorzelec        | zgorzelecki    | Zgorzelec                                                | 30 738          | 5              |
| 6   |      | Jawor            | jaworski       | Jawor                                                    | 23 266          | 4              |
| 7   |      | Polkowice        | polkowicki     | Polkowice                                                | 22 504          | 3              |
| 8   |      | Lubań            | lubański       | Lubań                                                    | 21 318          | 5              |
| 9   |      | Kamienna Góra    | kamiennogórski | Kamienna Góra Wschód Kamienna Góra Zachód                | 19 348          | 3              |
| 10  |      | Bogatynia        | zgorzelecki    | Bogatynia                                                | 17 762          | 4              |
| 11  |      | Złotoryja        | złotoryjski    | Złotoryja                                                | 15 783          | 3              |
| 12  |      | Chojnów          | legnicki       | Chojnów                                                  | 13 573          | 2              |
| 13  |      | Kowary           | jeleniogórski  | Karpacz                                                  | 11 090          | 1              |
| 14  |      | Lwówek Śląski    | lwówecki       | Lwówek Śląski                                            | 8895            | 2              |
| 15  |      | Chocianów        | polkowicki     | Chocianów                                                | 7996            | 1              |
| 16  |      | Gryfów Śląski    | lwówecki       | Gryfów Śląski                                            | 6684            | 1              |
| 17  |      | Szklarska Poręba | jeleniogórski  | Szklarska Poręba                                         | 6681            | 2              |
| 18  |      | Piechowice       | jeleniogórski  | Szklarska Poręba                                         | 6314            | 1              |
| 19  |      | Lubawka          | kamiennogórski | Kamienna Góra Zachód                                     | 6106            | 1              |
| 20  |      | Pieńsk           | zgorzelecki    | Zgorzelec                                                | 5866            | 1              |
| 21  |      | Ścinawa          | lubiński       | Ścinawa                                                  | 5677            | 1              |
| 22  |      | Karpacz          | jeleniogórski  | Karpacz                                                  | 4711            | 1              |
| 23  |      | Leśna            | lubański       | Leśna                                                    | 4532            | 1              |
| 24  |      | Olszyna          | lubański       | Lubań                                                    | 4347            | 1              |
| 25  |      | Nowogrodziec     | bolesławiecki  | Nowogrodziec                                             | 4244            | 1              |
| 26  |      | Zawidów          | zgorzelecki    | Leśna                                                    | 4232            | 1              |
| 27  |      | Świeradów-Zdrój  | lubański       | Gryfów Śląski                                            | 4209            | 2              |
| 28  |      | Mirsk            | lwówecki       | Gryfów Śląski                                            | 3938            | 1              |
| 29  |      | Wojcieszów       | złotoryjski    | Jelenia Góra Wschód                                      | 3696            | 2              |
| 30  |      | Prochowice       | legnicki       | Prochowice                                               | 3646            | 1              |
| 31  |      | Węgliniec        | zgorzelecki    | Nowogrodziec                                             | 2868            | 1              |
| 32  |      | Świerzawa        | złotoryjski    | Złotoryja                                                | 2315            | 1              |
| 33  |      | Lubomierz        | lwówecki       | Lwówek Śląski                                            | 2002            | 1              |
| 34  |      | Wleń             | lwówecki       | Lwówek Śląski                                            | 1806            | 1              |

## Diecezje sąsiednie
- Polska
  - Metropolia wrocławska
    - Archidiecezja wrocławska
    - Diecezja świdnicka

  - Metropolia szczecińsko-kamieńska
    - Diecezja zielonogórsko-gorzowska
- Czechy
  - Metropolia czeska
    - Diecezja hradecka
    - Diecezja litomierzycka
- Niemcy
  - Metropolia berlińska
    - Diecezja drezdeńsko-miśnieńska
    - Diecezja Görlitz